# Vitali Kaloïev
Vitali Konstantinovitch Kaloïev (en russe : Вита́лий Константи́нович Кало́ев; en ossète : Калоты Къостайы фырт Витали), né le 15 janvier 1956 à Ordjonikidze, est un constructeur, architecte, criminel et homme politique russe.
En 2004, il acquiert une renommée mondiale en assassinant l'ancien contrôleur aérien danois Peter Nielsen, qu'il tient pour responsable de la collision aérienne d'Überlingen survenue un an et demi auparavant et dans laquelle il a perdu sa première femme et ses deux premiers enfants. Gravement dépressif au moment des faits, Vitali Kaloïev axe sa défense autour de la responsabilité diminuée et est condamné en 2005 à 8 ans de prison, une peine initiale qu'il ne purge qu'au quart puisque celle-ci est remisée et qu'il est libéré en 2007 pour conduite exemplaire. 
De retour dans sa patrie natale, où il est accueilli en héros,, Vitali Kaloïev entame une carrière politique en devenant vice-ministre de la Construction et de l'Architecture de la république d'Ossétie du Nord-Alanie dans les gouvernements de Taïmouraz Mamsourov et de Tamerlan Agouzarov, de 2008 à 2016. Quelques années plus tard, il devient conseiller municipal de Vladikavkaz à l'occasion des élections infranationales russes de 2019.

## Famille

### Parents
Vitali Kaloïev est né dans une famille d'enseignants. En effet, son père travaille comme professeur dans une école de langue ossète tandis que sa mère est institutrice en maternelle. 

### Premier mariage
En 1991, Vitali Kaloïev épouse en premières noces l'économiste Svetlana Pushkinovna Gagieva, de 2 ans et 11 mois sa cadette. Diplômée en économie de l'université d'État d'Ossétie du Nord (en), Svetlana est la directrice adjointe des finances de la brasserie Darial. Vitali a deux enfants avec elle : un garçon prénommé Konstantin (baptisé ainsi en hommage à son grand-père paternel) né le 19 janvier 1991 à Vladikavkaz et une fille prénommée Diana, née le 7 mars 1998 dans la même ville. Le 1er juillet 2002, ils meurent tous les deux aux côtés de leur mère dans la collision aérienne d'Überlingen, laissant Vitali veuf pour les 15 années qui suivront.  

### Second mariage
En juin 2018, Vitali Kaloïev annonce dans un entretien à NTV qu'il s'est marié avec une nouvelle femme selon le rite ossète sans que le mariage soit enregistré administrativement,. Le 25 décembre de la même année, sa nouvelle épouse Irina Dzarazova, de 22 ans sa cadette, accouche de deux jumeaux hétérozygotes : Sophia et Maxim. Le couple reçoit à cette occasion de nombreuses félicitations, dont celles remarquées d'Arsen Fadzayev, ancien lutteur libre soviétique et représentant de la république d'Ossétie du Nord-Alanie au Conseil de la fédération.

## Études
Vitali Kaloïev sort diplômé du lycée avec mention et entreprend par la suite des études dans une école de construction. Il sert également dans l'armée rouge avant de quitter sa réserve pour s'inscrire à la faculté d'architecture et de construction de l' Institut des mines et de métallurgie du Caucase du Nord (ru) à Ordjonikidze, dont il obtient un diplôme d'architecte.  

## Profession
En parallèle de ces études, Vitali Kaloïev travaille comme contremaître sur un chantier. Après celles-ci, il prend part à de nombreux projets de construction notamment celui de la cité militaire de Spoutnik (no) à l'est de Vladikavkaz qui héberge des officiers de l'ancien 12ème corps blindé (en) de la Garde dont les unités revenues d'Allemagne de l'Est sont fusionnées avec celles de la 19ème division de fusiliers motorisés.
Durant la perestroïka, Vitali Kaloïev ouvre une coopérative de construction. 
Par la suite, il obtient la direction du département de construction à Vladikavkaz qu'il conserve jusqu'en 1999, année où il part travailler comme architecte en Espagne. Là-bas, il conçoit des maisons pour les immigrés ossètes comme lui.

## La collision d'Überlingen
Au début de l'été 2002, Vitali Kaloïev travaille depuis plus de deux ans en Espagne où il vient de terminer un nouveau projet (la construction d'un chalet près de Barcelone dont il a remis les clés au client). Il en profite pour prendre des vacances et faire venir sa famille de Russie qu'il n'a pas vu depuis près de neuf mois. Celle-ci obtient des billets de « dernière minute » à l'aéroport de Moscou-Domodedovo et embarque à bord d'un vol de la Bashkir Airlines en direction de la capitale catalane. À la suite d'une mauvaise indication du contrôleur aérien de l'aéroport international de Zurich, Peter Nielsen (qui travaille ce soir-là dans des conditions plus que délétères), le Tu-154 qui assure le vol de la Bashkir Airlines est découpé par la dérive d'un avion de fret au dessus d'Überlingen et s'écrase en plusieurs morceaux sur le territoire de la commune allemande, ne laissant aucune chance à ses 69 occupants dont la femme et les enfants de Vitali Kaloïev.
Le 2 juillet 2002, soit le lendemain du crash, Vitali Kaloïev saute dans un vol pour Zurich. De là, il se rend sur les lieux de la catastrophe, à Überlingen. La police allemande est d'abord réticente à le laisser participer aux recherches mais finit par accepter lorsqu'il leur explique que sa femme et ses deux enfants étaient dans l'avion. Il trouve rapidement un collier de perles cassé qu'il reconnait être celui de sa fille Diana, dont il découvre le corps sans vie mais excellement bien préservé (des branches ayant considérablement amorti sa chute) à trois kilomètres du lieu de l'accident. Sa femme Svetlana est retrouvée morte dans un champ de maïs et son fils Konstantin devant un abribus,.

## L'assassinat de Peter Nielsen
À l'occasion du premier anniversaire de la collision aérienne d'Überlingen, un Vitali Kaloïev « excité » selon le témoignage des gens présents sur place, prend brutalement à partie Alain Rossier (de), le président de Skyguide (la société suisse chargée du contrôle aérien le soir de l'accident), et lui demande s'il est possible de rencontrer l'ancien contrôleur aérien danois Peter Nielsen, ce à quoi il reçoit une réponse négative. Il pose également des questions sur sa culpabilité aux employés de Skyguide. 
Le 21 février 2004, Vitali Kaloïev arrive à l'aéroport international de Zurich et s'installe à l'hôtel Welcome-Inn de Kloten, non loin du domicile de Peter Nielsen. Le 24 février, il se rend dans son quartier et interroge un de ses voisins pour savoir où il habite. Arrivé devant sa porte, il entre sans toquer et se pose dans le jardin. Nielsen le repère et lui demande de quitter les lieux. 